# Santiago Tapextla
Santiago Tapextla là một đô thị thuộc bang Oaxaca, México. Năm 2005, dân số của đô thị này là 2810 người.